# Castillo de Bellcaire
El castillo-palacio de Bellcaire fue edificado a finales del siglo XIII y actualmente es el núcleo de la población de Bellcaire del Bajo Ampurdán.

## Historia
Documentado el año 1289, fue construido como defensa con motivo de las luchas y discordias entre el conde de Ampurias Ponce V y el rey Jaime II, que a su vez hizo construir el vecino castillo de Torroella y el de Albons.
Posteriormente formó parte de la baronía de Verges, por lo que no revierte a la corona con el condado de Ampurias. Esta baronía perteneció desde el 1418 a los vizcondes de Rocabertí y una línea de este linaje, la de los varones de San Mori. Pasó a los duques de Cardona, y en 1587 la baronía fue incorporada a la corona. En 1698, Bellcaire formaba parte de la alcaldía real de Verges.
Las guerras de los siglos XV y XVI le acarrearon numerosos desperfectos.

## Edificio

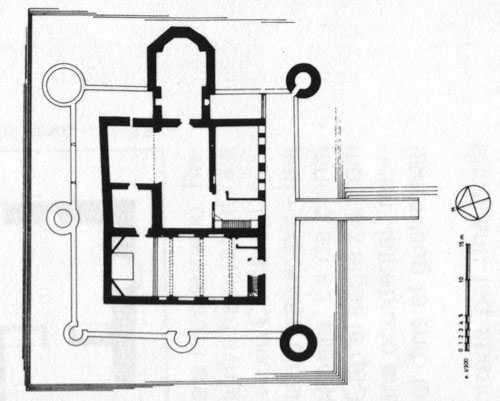
Planta

Representa un hermoso conjunto arqueológico, actualmente restaurado. El edificio de planta cuadrada era rodeado por otro recinto exterior con seis torres redondas, la del sudeste se conserva bastante entera. A pesar del aspecto exterior de clara fortificación, el castillo se construyó con la idea de Castillo-Palacio, como lugar residencial de los condes de Ampurias.
La sala mayor del castillo es utilizada actualmente como iglesia parroquial, construida en el siglo XIV, y convertida en templo en 1657. Otros cuartos también tienen una finalidad pública, alojando dependencias del Ayuntamiento, un parvulario y salas de exposiciones temporales.
Cada año sirve de marco para una representación teatral de carácter épico en la que se escenifica la obra Bandera de Cataluña, con la participación de un gran número de vecinos del pueblo.